# Мост Суутаринкорван
Мост Суутаринкорван (фин. Suutarinkorvan silta) — автомобильный и железнодорожный мост в Рованиеми через реку Кемийоки.

## История
Старый мост был закончен в 1930 году. Он использовался для совместного автомобильного и железнодорожного движения по железнодорожному участку Рованиеми - Кемиярви. Во время Лапландской войны немецкие войска разрушили мост вечером 14 октября 1944 года, когда финские войска были уже возле него. Мост был восстановлен к 1951 году. Он использовался для одностороннего движения транспорта, как автомобильного, так и железнодорожного. До 1967 года через мост проходило Шоссе 4, до того как был построен мост Оунасйоен.
Со временем его стало не хватать для возросшего трафика движения. В 1995 году был завершен новый автодорожный мост, в результате которого последний односторонний железнодорожный-автодорожный мост перестал существовать. Новая схема движения обеспечила разделение потоков транспорта и организацию двустороннего движения.

## Конструкция моста
Мост представляет собой многопролётный стальной балочный мост длиной в 301 метр (железнодорожный) и 331 метр (автомобильный) с длиной пролётов в 76 метров. Ширина обоих мостов составляет 12,25 метров, что позволяет обеспечить независимое двустороннее движение.